# Erithyma
Erithyma är ett släkte av fjärilar. Erithyma ingår i familjen plattmalar.
Kladogram enligt Catalogue of Life:
| Erithyma | \| \| Erithyma cyanoplecta \| \| \| \| \| \| Erithyma polychroma \| \| \| \| \| \| Erithyma trabeella \| \| \| \| |
|          | \| \| Erithyma cyanoplecta \| \| \| \| \| \| Erithyma polychroma \| \| \| \| \| \| Erithyma trabeella \| \| \| \| |
|          | Erithyma cyanoplecta                                                                                              |
|          | |
|          | Erithyma polychroma                                                                                               |
|          | |
|          | Erithyma trabeella                                                                                                |
|          | |